# Codex Aureus de l'Escurial
Le Codex aureus Escorialensis ou Codex aureus Spirensis (Codex d'or de l'Escurial ou Codex d'or de Spire ; en allemand : Speyerer Evangeliar) est un manuscrit sur parchemin de vélin commandé par l'empereur Henri III en 1046. Cet évangéliaire est conservé à la Bibliothèque royale de l'Escurial en Espagne, sous la cote Codex Vitrinas 17. C'est un chef-d'œuvre de l'époque de l'enluminure ottonienne.

## Histoire et description
Le manuscrit a probablement été composé au scriptorium de l'abbaye d'Echternach pour être offert par Henri III à la cathédrale de Spire, à l'occasion de la dédicace du maître-autel. Il contient la version de la Vulgate des quatre Évangiles ainsi que les tables de concordance des canons d'Eusèbe de Césarée.
L'évangéliaire, écrit en minuscule caroline sur deux colonnes, comprend 171 folios de grand format (50 cm sur 33,5 cm) luxueusement enluminés. Il est en effet orné de treize miniatures de pleine page, de quarante-trois miniatures de demi-page, de douze pages ornées des tables de canon, de quarante-quatre grandes lettrines historiées, etc. Certaines pages des Évangiles sont décorées d'atlantes et ornées d'or. Il est relié en cuir rouge orné de pointillés d'or.
La miniature de dédicace (folio 3 recto) montre la Vierge Marie (patronne de la cathédrale qui est peinte en fond) trônant au centre flanquée de l'empereur Henri III et de l'impératrice Agnès inclinés avec quatre médaillons figurant les vertus cardinales: la Sagesse, la Tempérance, la Force d'âme et la Justice.
Le Codex aureus a été ensuite en possession de l'empereur Maximilien Ier, puis de sa fille Marguerite d'Autriche (1480–1530), régente des Pays-Bas des Habsbourg, où il se trouve. Sa nièce Marie d'Autriche (1505–1558) en hérite. C'est à cette époque qu'Érasme le consulte. L'héritier de Marie, Philippe II d'Espagne, l'offre ensuite à la Bibliothèque de l'Escurial.

## Source
- (de) Cet article est partiellement ou en totalité issu de l’article de Wikipédia en allemand intitulé « Speyerer Evangeliar » (voir la liste des auteurs).